# Henry Rul
Henry Rul, né à Anvers le 2 juillet 1862 et mort à Viersel le 26 septembre 1942, est un peintre et un aquafortiste belge.
Son champ pictural, de facture pleinairiste, teintée de luminisme, couvre essentiellement les paysages réalisés en Campine. Il est, en 1883, l'un des membres fondateurs du cercle artistique Als ik Kan.

## Biographie

### Famille
Henry (Henricus Petrus Eduardus) Rul, né à Anvers, Thonetlaan, no 26, le 2 juillet 1862, est le fils d'Eduardus Victor Rul, avocat, né à Anvers en 1821, et de Maria Alicia Van Donghen, née à Bruxelles en 1838, mariés à Anvers le 8 septembre 1857. Henry Rul épouse à Anvers le 24 juin 1886 Emilia Maria Justina Achten, native d'Anvers le 24 février 1858 et morte à Deurne en juillet 1911. Ils deviennent parents de trois enfants : Pierre (1888), mort en bas âge, Alice (1890) et Pierre (1892-1983).

### Formation
Initialement formé par Martin Pouwelsen à la Teeken Akademie de Middelbourg, Henry Rul est ensuite étudiant à l'Académie royale des beaux-arts d'Anvers, auprès de Joseph Van Luppen. 

### Carrière
Henry Rul est, en 1883, l'un des neuf membres fondateurs du cercle artistique Als ik Kan et participe, en 1891, à la première exposition du groupe Les XIII.
Résidant à Merksem, il expose au Salon de Bruxelles de 1884, au Salon de Gand de 1886, au Salon de Bruxelles de 1887 et au Salon d'Anvers de 1888. En 1893, il participe à l'Exposition universelle de 1893 de Chicago. En 1903, Henry Rul, établi à Cappelen, obtient une médaille d'or à l'Exposition de Bordeaux. Le 15 janvier 1905, une exposition des toiles d'henry Rul est inaugurée, en présence de Georges Pastor, consul de Belgique, dans une des salles de la Kunsthalle de Düsseldorf.
Sensible à l'art statuaire, Henry Rul organise, en octobre 1907, à Anvers, une exposition conjointe de ses toiles et des sculptures d'Émile Jespers. Il s'établit à Deurne vers 1910. En 1926, il expose au dernier Salon triennal d'Anvers. Dans les années suivantes, bon nombre de ses tableaux sont dispersés lors de ventes d'art, mais l'artiste continue à exposer lors de petits salons à Anvers, de même qu'à l'exposition quadriennale et jubilaire de 1934,.
Henry Rul, veuf depuis 1911, meurt, à Viersel, à l'âge de 80 ans, le 26 septembre 1942. Ses funérailles ont lieu le 1er octobre suivant.

## Œuvres

### Caractéristiques
Henry Rul, après sa formation académique, est davantage influencé par Théodore Verstraete qui l'incite à travailler d'après nature et à utiliser la couleur grise et, ensuite par Henry Luyten qui l'incite à illuminer sa palette. Ses sites de prédilection sont la Campine, les bruyères de Kalmthout et également, à partir de 1891, les Pays-Bas. Il est également, de manière plus occasionnelle un mariniste. Lors de l'Exposition internationale de Bruxelles de 1897, il présente sept eaux fortes qu'il a gravées. Il est dès lors reconnu comme un moderniste modéré,,.

### Réception critique
Lorsqu'en décembre 1904, il bénéficie d'une exposition personnelle à la salle de la rue des Douze mois à Anvers, le critique du quotidien Le Matin écrit : 

« On connaît le talent de M. Rul, il a de la poésie, il comprend la nature. À notre avis, il abuse des tons violacés qui furent mis à la mode dans les cénacles anversois par Henry Luyten. […] La meilleure toile de ce salon est La Rosée s'en va. C'est un bon paysage, aux tons bien accordés, à la lumière franche, avec un premier plan résistant, ce qui n'est pas toujours le cas chez Rul. Ainsi, il nous paraît singulier dans La Sapinière, que les premiers sapins n'aient pas une silhouette plus pleine, plus robuste que les derniers. Parmi les morceaux agréables, nous citerons Le Ruisseau, un ruisseau bordé de saules qui s'échevèlent dans un coup de vent et fouettent un ciel sombre de leur feuillage d'un vert laiteux mis en valeur par les gris sur lesquels il se projette. […] Enfin, on constatera que M. Rul se distingue aussi comme mariniste. Son cadre de quatre marines est est tout à fait charmant. »

En octobre 1907, lors de l'exposition de 48 toiles d'henry Rul à Anvers, le critique du quotidien Le Matin écrit : 

« S'il est vrai que le distingué paysagiste se répète souvent en ses petites pages enveloppées de brumes violettes, il s'entend aussi à soigner le morceau et à lui conférer la qualité par la finesse de la notation, comme dans ce paysage de fin d'automne, aux arbres grelottants qui semblent avoir encore plus froid encore, en se reflétant dans l'eau, , ou par l'émotion, ce qui est le cas pour le chef-d'œuvre de sa collection, La Dune, un grand tableau où l'on respire et qui donne bien la sensation de la pleine nature. C'est la campine que nous montre l'artiste, avec ses dunes de sable au dos pelé, desquelles s'accrochent, comme pour voiler leur nudité misérable, un manteau de bruyère tacheté de mauve. Le tableau reçoit toute sa vie d'un ciel mouvementé, d'une couleur superbe. »

### Expositions

#### Expositions triennales belges
- Salon de Bruxelles de 1884 : Étang et Soir dans les Polders[6].
- Salon de Gand (XXXIII) de 1886 : Le Fossé du château et L'Étang. Soir[7].
- Salon de Bruxelles de 1887 : L'Allée[8].
- Salon d'Anvers de 1888 : Près d'Anvers et Pêcheurs de grenouilles[9].
- Salon d'Anvers de 1891 : Le Minnewater - Hollande[19].
- Salon de Gand (XXXV) de 1892 : Aux environs du Hollandsche Diep[20].
- Salon de Bruxelles de 1893 : En Hollande[21].
- Salon de Gand (XXXVI) de 1895 : Déclin du jour ; printemps et Matinée d'avril[22].
- Salon d'Anvers de 1898 : Automne et Février[23].
- Salon de Gand (XXXVII) de 1899 : Meules en Flandre[24].
- Salon de Bruxelles de 1900 : Avril[25].
- Salon d'Anvers de 1901 : La Dune[26].
- Salon de Gand (XXXVIII) de 1902 : Vieux Bruges et Étang[27].
- Salon de Bruxelles de 1903 : Sapinière et Printemps[28].
- Salon d'Anvers de 1904[29].
- Salon d'Anvers de 1926 : Après l'hiver[14].

#### Autres expositions belges
- Exposition de Als ik Kan (II) en mai 1884 : Un coin de Merxem et Bruyère dans la brume[30].
- Exposition de Als ik Kan (III) en août 1884 : Soir à Calmpthout[31].
- Exposition de Als ik Kan (V) en mai 1885 : Marais et Soir d'hiver[32].
- Exposition de Als ik Kan (VI) en octobre 1885 : Le Meunier, Soir de septembre et L'Étang[33].
- Exposition de Als ik Kan (XII) en avril 1887 : Paysage[34].
- Exposition de Als ik Kan (XXIV) en octobre 1890[35].
- Première exposition du groupe Les XIII en 1891[5].
- Exposition de Als ik Kan (XXV) du 14 novembre au 29 novembre 1891[36].
- Exposition du groupe Les XIII de 1892[37].
- Exposition organisée par Als ik Kan au musée moderne à Bruxelles du 30 avril au 6 juin 1892[38].
- Exposition de Als ik Kan au musée ancien d'Anvers en novembre 1892[39].
- Exposition de Als ik Kan, salle Verlat, du 30 mars au 7 avril 1895[40].
- Exposition de Als ik Kan (XXXV) au Cercle artistique, en mars 1899 : Le Soir[41].
- Exposition annuelle du cercle des beaux-arts de Liège de 1899[42].
- Exposition conjointe des peintres Aloïs Boudry et Henry Rul, salle Verlat à Anvers, du 21 au 29 avril 1900[43].
- Exposition conjointe des peintres Prosper De Wit, Henry Rul et du sculpteur Arsène Matton, du 23 au 30 mars 1902, salle Verlat à Anvers[44].
- Exposition de Als ik Kan, salle Verlat, à Anvers, en décembre 1903[11].
- Exposition particulière de 34 œuvres d'Henry Rul, salle de la rue des Douze mois à Anvers, du 17 décembre au 27 décembre 1904[17].
- Exposition conjointe de 48 toiles d'Henry Rul et de 19 sculptures d'Émile Jespers, à la salle Forst, place de Meir, à Anvers, du 10 octobre au 24 octobre 1907[13].
- Salon Arti, à la salle des Variétés, à Anvers, en octobre 1909 : Châtaigniers[45].
- Exposition du cercle Doe Stil Voort (VI) à Bruxelles en 1912[46].
- Exposition de la Campine, salle des fêtes, place de Meir, à Anvers en 1922[47].
- Exposition Henry Rul, salle d'art, courte rue d'Argile, à Anvers en 1926[48].
- Exposition quadriennale et jubilaire d'Anvers en 1934[15].

#### Expositions européennes et internationales
- Exposition universelle de 1893 à Chicago : Soir d'hiver[10].
- Exposition internationale de Bruxelles de 1897 : sept eaux fortes originales : Coin de chantier en Hollande, Gros temps, Hangar, La Ferme, Le Canal, Le Ruisseau et L'Étang[18].
- Exposition de Bordeaux en 1903 : il reçoit une médaille d'or[11].
- Exposition exclusive des œuvres d'Henry Rul à la Kunsthalle de Düsseldorf en janvier 1905[12].

## Distinction
- Chevalier de l'ordre de Léopold (1903)[49].